# Philip Utenbroeke
Philip Utenbroeke († vóór 1315) was een Middelnederlands dichter werkzaam omstreeks 1300 in de omgeving van Damme. Hij schreef het tweede deel van de Spiegel Historiael.

## Leven en werk
Spiegel Historiael is in de jaren 1280 begonnen door Jacob van Maerlant, rond 1300 voortgezet door Philip Utenbroeke en tegen 1317 afgewerkt door Lodewijk van Velthem. Slechts dankzij een viertal verzen van Velthem – in 1862 gevonden op een fragment naar het einde van de vierde partie (4.8.51.47-50) – weten we van Utenbroekes bestaan:
Entie ander, die hi achterliet,
Die maecte een, die men hiet
Philip ane den Dam Uten Broke,
Ende oec starf na den boeke.
Het (tweede) deel dat Maerlant oversloeg is met andere woorden geschreven door Philip ane den Dam Uten Broke, een auteur die reeds was gestorven op het moment dat Velthem dit neerpende. De bedoelde broek bij Damme is mogelijk die van Sint-Kruis in Brugge langs de oostkant van de Reie. Utenbroeke valt in elk geval naar tijd en plaats te situeren in de onmiddellijke nabijheid van Maerlant en zal hem ongetwijfeld gekend hebben. Aanvankelijk nam men aan dat hij Maerlants werk pas na diens dood verderzette, maar volgens nieuwere inzichten heeft de gevestigde auteur Maerlant bij leven een deel van zijn werk uitbesteed aan de jongere Philip. Diverse verwijzingen van de derde naar de tweede partie doen vermoeden dat het duo nauw heeft samengewerkt. Archivalische sporen lijken erop te wijzen dat Utenbroeke in Sint-Kruis woonde, gehuwd was (dus geen priester) en ten minste een dochter had. Hij behoorde tot een voorname familie die in die tijd een schepen leverde en is mogelijk schepenklerk geworden.
Net als Maerlant zette Utenbroeke voor zijn tweede partie het Latijnse proza van Vincent van Beauvais over in Middelnederlands rijm. Zijn werk was lange tijd slechts fragmentarisch bekend, tot in de 19e eeuw een manuscript met vier vijfde van de tekst opdook (hs. Wenen, Österreichische Nationalbibliothek, Cod. 13.708). In dit manuscript nam een Brabantse kopiist 360 van de 460 hoofdstukken op of ruwweg 34.000 van de 42.000 verzen die de tweede partie uitmaken. Voor de overgeslagen delen verwees hij telkens naar de breviarijs, een handschrift in het Rooklooster met de Middelnederlandse prozavertaling van de Legenda aurea. De tekst van Utenbroeke ging immers hoofdzakelijk over christelijke martelaren die geleefd hadden in de tijd van Nero tot Gratianus (het jaar 381). Onderdeel daarvan is een Middelnederlandse vertaling van Barlaam en Josaphat.
Door Velthem weten we dat Utenbroeke ten laatste in 1315 is gestorven.

## Voetnoten
1. ↑  Jerome Noterdaeme, "De Spiegel Historiael", in: Wetenschappelijke Tijdingen, 1960, kol. 193
2. ↑  F.P. van Oostrom, Maerlants wereld, 1996, p. 364
3. ↑  Jerome Noterdaeme, "De Spiegel Historiael", in: Wetenschappelijke Tijdingen, 1960, kol. 195

- Bibliothèque nationale de France: cb145077037 (data)
- Gemeinsame Normdatei: 121069680
- International Standard Name Identifier: 0000 0000 2694 289X
- Library of Congress Control Number: n82158401
- Nationale Bibliotheek van Israël: 987007347284105171
- Nederlandse Thesaurus van Auteursnamen: 072237546
- Virtual International Authority File: 261672263